# Всеобщая стачка на Юге России
Всеобщая стачка на Юге России — первое массовое организованное выступление рабочих Юга Российской империи, в том числе Закавказья и части современной Украины.

## Ход событий
Причинами стачки явился экономический кризис 1900 — 1903г.г., больно ударивший в первую очередь по каменноугольной и нефтедобывающей отраслям промышленности, а также по металлургической промышленности. Положение рабочих предприятий этих отраслей значительно ухудшилось, что и привело к массовым забастовкам. Первыми стачку объявили 1 июля 1903 года рабочие в Баку, затем она была подхвачена рабочими ряда других городов, в том числе Поти, Батуми, Одессы, Николаева, Екатеринослава, Екатеринодара, Керчи и Харькова. Участники стачки потребовали введения восьмичасового рабочего дня, поднятия заработной платы и выдвинули ряд других экономических требований, на некоторых митингах также выдвигались требования перехода от самодержавного правления к демократической республике. Согласно источникам советской историографии, основной движущей силой стачки была Российская социал-демократическая рабочая партия.
К августу 1903 года всеобщая стачка была подавлена правительственными войсками с применением оружия.